# David Krmpotich
David Matthew Krmpotich (født 20. april 1955 i Duluth, Minnesota, USA) er en amerikansk tidligere roer.
Krmpotich var en del af den amerikanske firer uden styrmand, der vandt sølv ved OL 1988 i Seoul. Bådens øvrige besætning var Thomas Bohrer, Raoul Rodriguez og Richard Kennelly. Den amerikanske båd sikrede sølvmedaljen efter en finale, hvor Østtyskland vandt guld, mens Vesttyskland fik bronze. Det var det eneste OL han deltog i.
Krmpotich vandt desuden én VM-medalje, en bronzemedalje i otter ved VM 1986 i Nottingham.

## OL-medaljer
- 1988:  Sølv i firer uden styrmand